# Let Rock Rule Tour
Let Rock Rule Tour – dwudziesta czwarta trasa koncertowa grupy muzycznej Aerosmith, obejmująca wyłącznie Amerykę Północną; w jej trakcie odbyło się dziewiętnaście koncertów.

## Program koncertów
1. "Back in the Saddle"
2. "Eat the Rich"
3. "Love in an Elevator"
4. "Cryin'"
5. "Livin' on the Edge"
6. "Monkey on My Back"
7. "Kings and Queens"
8. "Toys in the Attic"
9. "Rag Doll"
10. "Freedom Fighter"
11. "Big Ten Inch Record" lub "Same Old Song Dance"
12. "Rats in the Cellar"
13. "I Don't Want to Miss a Thing"
14. "No More No More"
15. "Dude (Looks Like A Lady)"
16. "Walk This Way"

Bisy:
1. "Dream On"
2. "Sweet Emotion"

Rzadziej grane:
1. "Train Kept a Rollin'"
2. "S.O.S. (Too Bad)"
3. "Pink"
4. "Jaded"
5. "Stop Messin' Around"
6. "Lord of the Thighs"
7. "Mama Kin"
8. "Come Together"

## Lista koncertów
1. 10 lipca 2014 - Wantagh, Nowy Jork, USA - Nikon at Jones Beach Theater
2. 13 lipca 2014 - Kitchener, Kanada - Big Music Fest
3. 16 lipca 2014 - Mansfield, Massachusetts, USA - Xfinity Center
4. 19 lipca 2014 - Cadott, Wisconsin, USA - Rock Fest
5. 22 lipca 2014 - Cincinnati, Ohio, USA - Riverbend Music Center
6. 25 lipca 2014 - Tinley Park, Illinois, USA - First Midwest Bank Amphitheater
7. 30 lipca 2014 - Inglewood, Kalifornia, USA - Kia Forum
8. 2 sierpnia 2014 - Las Vegas, Nevada, USA - MGM Grand Garden Arena
9. 8 sierpnia 2014 - Stateline, Nevada, USA - Harveys Outdoor Arena
10. 16 sierpnia 2014 - George, Waszyngton, USA - The Gorge
11. 19 sierpnia 2014 - Denver, Kolorado, USA - Pepsi Center
12. 22 sierpnia 2014 - Dallas, Teksas, USA - American Airlines Center
13. 25 sierpnia 2014 - The Woodlands, Teksas, USA - Cynthia Woods Michelle Pavillon
14. 28 sierpnia 2014 - Atlanta, Georgia, USA - Phillips Arena
15. 31 sierpnia 2014 - Atlantic City, New Jersey, USA - Boardwalk Hall
16. 3 września 2014 - Newark, New Jersey, USA - Prudential Center
17. 6 września 2014 - Bristow, Wirginia, USA - Jiffy Lube Live
18. 9 września 2014 - Clarkston, Michigan, USA - DTE Energy Music Theatre
19. 12 września 2014 - Sydney, Kanada - Open Heart Park